# Гайнц Ферстендорф
Гайнц Ферстендорф (нім. Heinz Förstendorf, 28 грудня 1907 — 2 вересня 1988) — німецький хокеїст на траві.
Бронзовий призер Олімпійських Ігор 1928 року.